# 8 женщин (фильм)
«8 же́нщин» (фр. 8 femmes) — комедия Франсуа Озона, снятая на основе одноимённой пьесы Робера Тома 1958 года. Удостоена приза «Серебряный медведь» на Берлинском кинофестивале за актёрский ансамбль.

## Сюжет
1950-е годы. Действие происходит под Рождество в особняке во французской глубинке, где живёт большая семья — глава семьи Марсель, его жена Габи, её сестра Огюстина с их матерью, их дочь Катрин, и две их служанки — кухарка Шанель и горничная Луиза. Действие начинается утром того дня, когда старшая дочь Марселя и Габи, Сюзон, приезжает с вокзала, вернувшись с учёбы в Лондоне. Вскоре Луиза несёт Марселю, который до сих пор не встал, завтрак, но, зайдя в спальню, с ужасом видит, как тот лежит на животе, а из спины у него торчит нож — Габи позже объяснит, что она ничего не знала о состоянии мужа, потому что в последнее время он стал сильно зарабатываться, из-за чего они стали спать в разных комнатах. Опасаясь, что убийца всё ещё в комнате, женщины запирают её на ключ, а ключ кладут на рояль.
Они звонят в полицию, но обнаруживают, что у телефона перерезан провод, а ещё позже выясняется, что в их семейном автомобиле перерезаны провода. Затем в их дом приходит сестра Марселя Пьеретта, которая сообщает, что рано утром получила анонимный звонок от некой женщины, которая велела ей срочно приезжать, потому что её брат убит. Она требует, чтобы её пустили в комнату к Марселю, но тут выясняется, что ключ от комнаты уже кто-то успел заменить на другой. Затем обнаруживается, что за это время во дворе намело слишком много снега и выйти за пределы их участка уже невозможно.
На основе ряда факторов героиням становится понятно: убийца Марселя — одна из них. Восстанавливая последовательность предшествующих событий, они неожиданно сталкиваются со следующим явлением: если одна из них точно лжёт относительно того, что делала накануне вечером, то и остальные семеро почему-то тоже не желают говорить об этом. Однако постепенно становится понятно, что в их лжи есть одна общая деталь: все восемь (даже Пьеретта, тайком проникнувшая в их дом ночью, и Сюзон, которая тайком вернулась из Лондона на день раньше) накануне ночью заходили в комнату Марселя по каким-либо причинам, которые старательно пытаются скрыть от других. В итоге женщины принимают решение: каждая должна наконец сознаться, зачем именно она заходила к Марселю.
В итоге выясняется, что у Габи был любовник (бывший компаньон Марселя, фактически разоривший его), к которому она готова была уйти; что Луиза — давняя любовница Марселя, специально нанявшаяся в дом прислугой; что его тёща некогда отравила своего мужа; что Пьеретта и Шанель — любовницы-лесбиянки; что Пьеретта постоянно вымогала у брата деньги; что любовник Габи — тот же человек, что и любовник Пьеретты; что тёща собиралась отдать Марселю свои акции, которые могли бы спасти его от разорения, но в итоге пожадничала и солгала, что их у неё украли; что Сюзон не родная дочь Марселя, но в то же время она от него беременна.
В конечном счёте выясняется, что самой последней к Марселю заходила Катрин, которая застала отца в истерике. Желая помочь ему, она предложила отцу разыграть спектакль с фальшивым убийством (нож в спине был бутафорией), чтобы показать Марселю сущность окружающих его женщин. Затем она объявляет, что теперь, когда отец наконец-то узнал правду, они вдвоём уедут из этого дома, но в момент, когда она торжествующе открывает дверь в его спальню, Марсель, не вынеся всей открывшейся правды, берёт револьвер и пускает себе пулю в висок.

## В ролях
| \| Актёр \| \| Персонаж \| \| ----------------- \| \| --------------------------- \| \| Людивин Санье \| \| Катрин, дочь Марселя и Габи \| \| Виржини Ледуайен \| \| Сюзон, дочь Габи \| \| Катрин Денёв \| \| Габи, жена Марселя \| \| Даниэль Дарьё \| \| Бабушка, тёща Марселя \| \| Изабель Юппер \| \| Огюстина, сестра Габи \| \| Фирмин Ришар[фр.] \| \| Мадам Шанель, служанка \| \| Эммануэль Беар \| \| Луиза, горничная \| \| Фанни Ардан \| \| Пьеретта, сестра Марселя \| \| Доминик Лямюр \| \| Марсель (жертва) \| |  |                             |
| Актёр |  | Персонаж                    |
| Людивин Санье |  | Катрин, дочь Марселя и Габи |
| Виржини Ледуайен |  | Сюзон, дочь Габи            |
| Катрин Денёв |  | Габи, жена Марселя          |
| Даниэль Дарьё |  | Бабушка, тёща Марселя       |
| Изабель Юппер |  | Огюстина, сестра Габи       |
| Фирмин Ришар |  | Мадам Шанель, служанка      |
| Эммануэль Беар |  | Луиза, горничная            |
| Фанни Ардан |  | Пьеретта, сестра Марселя    |
| Доминик Лямюр |  | Марсель (жертва)            |

## Отличия от пьесы
- В пьесе Шанель и Пьеретта не состоят в лесбийских отношениях, как и нет поцелуя Габи и Пьеретты. Выясняется, что в ту ночь Шанель, Марсель и Пьеретта играли в карты.
- Луиза говорит, что собаки ночью не лаяли, и это укрепляет версию о том, что убийца на самом деле — кто-то из домашних. В пьесе собаки были усыплены, и перед самой развязкой Катрин говорит, что нашла у Сюзон в шкафу упаковки от снотворного.
- В пьесе ничего не сказано о том, что Марсель вовсе не отец Сюзон. Соответственно, в пьесе Сюзон беременна от одного молодого работника банка, а не от Марселя.
- В фильме Луиза говорит, что у неё была связь с Марселем на протяжении 5 лет, но горничной в их семью она нанялась не по нужде и не из-за Марселя, а ради Габи, но разочаровалась в ней. В пьесе этого нет, только вскользь упоминается, что Луиза пыталась соблазнить Марселя; сцены разоблачения Луизы перед Габи тоже нет.
- В пьесе нет ни слова об отношениях родителей Габи и Огюстины, равно как и о том, что бабушка убила своего мужа. Ложное похищение её акций в фильме почти не освещается, в то время как по пьесе их нашли в порвавшейся подушке.
- В пьесе отсутствует перевоплощение Огюстины.
- В фильме отсутствует небольшой фрагмент перед финальной развязкой, в котором героини задаются вопросом о том, почему же одна из них убила Марселя прямо в доме, хотя разумнее всего было убить его вне дома, чтобы тогда точно не попасть под подозрения.
- В фильме также отсутствует другой, более длинный, фрагмент перед финальной развязкой. Героини вспоминают, что в заборе, окружающем их участок, есть дыра. Сюзон идёт её осмотреть, а за ней с целью проследить уходит Катрин. Через какое-то время героини слышат крик и вносят в дом бесчувственную Катрин, которая, придя в себя, говорит, что Сюзон её оглушила. Затем приходит Сюзон, и Катрин рассказывает всем, что нашла в её шкафу упаковки от снотворного. В ответ Сюзон говорит, что дыра в заборе заделана колючей проволокой, на которой она заметила клочок пижамы Катрин. Затем она сообщает, что недалеко от дыры она увидела водителя, который чинит грузовик и которого она попросила позвонить в полицию.

## Художественные особенности
Жанр фильма можно определить как комедию-водевиль с элементами детектива. Среди заметных достоинств фильма: яркая актёрская игра; интересное режиссёрское решение с персональными музыкальными номерами каждой из героинь, у каждой из них свой танец с песней и свой цветок во вступительных титрах (первоначально каждая героиня фильма должна была ассоциироваться с видом домашней птицы, но режиссёр отказался от этой идеи, предпочтя быть более «галантным»). В фильме простые запоминающиеся мелодии, некоторые из песен были написаны специально для фильма, остальные — это французские песни прошлых лет.

## Награды
Фильм получил следующие награды:
| Награды                                        | Награды | Награды                                              | Награды                                 | Награды                              |
| ---------------------------------------------- | ------- | ---------------------------------------------------- | --------------------------------------- | ------------------------------------ |
| Фестиваль / Премия                             | Год     | Награда                                              | Категория                               | Победитель                           |
| Берлинский кинофестиваль                       | 2002    | Серебряный медведь Приз газеты «Berliner Morgenpost» | За выдающиеся художественные достижения | Весь актёрский ансамбль Франсуа Озон |
| Chlotrudis Awards                              | 2003    | Приз зрительских симпатий                            | Лучшая женская роль второго плана       | Изабель Юппер                        |
| Премия Европейской киноакадемии                | 2002    | Премия «Феликс»                                      | Лучшая актриса                          | Весь актёрский ансамбль              |
| Премия «Люмьер»                                | 2003    | Приз «Люмьер»                                        | Лучший режиссёр                         | Франсуа Озон                         |
| Премия гильдии киноведов и кинокритиков России | 2002    | Золотой Овен                                         | Лучшая иностранная актриса              | Изабель Юппер                        |
| Étoiles d’Or                                   | 2003    | Étoile d’Or                                          | Лучшая актриса Лучший композитор        | Изабель Юппер Кришна Леви            |

## Дубляж
| Роль         | Актриса          | Русский дубляж     | Немецкий дубляж   | Итальянский дубляж |
| ------------ | ---------------- | ------------------ | ----------------- | ------------------ |
| Габи         | Катрин Денёв     | Анна Каменкова     | Сента Бергер      | Мелина Мартелло    |
| Пьеретта     | Фанни Ардан      | Ольга Гаспарова    | Ханнелоре Эльснер | Валерия Чанготтини |
| Огюстина     | Изабель Юппер    | Надежда Бутырцева  | Катя Риманн       | Франка Д'Амато     |
| Луиза        | Эммануэль Беар   | Ольга Голованова   | Нина Хосс         | Чиара Колицци      |
| Сюзон        | Виржини Ледуайен | Лариса Некипелова  | Николетт Кребиц   | Алида Милана       |
| Мами         | Даниэль Дарьё    | Ольга Сирина       | Рут-Мария Кубичек | Миранда Бонансеа   |
| Катрин       | Людивин Санье    | Татьяна Весёлкина  | Косма Шива Хаген  | Алессия Амендола   |
| Мадам Шанель | Фирмин Ришар     | Светлана Старикова | Табатабаи, Ясмина | Паола Джианнетти   |